# Kultura Tasa
Kultura Tasa (zwana również kulturą taską) – kultura neolityczna rozwijająca się w ostatniej ćwierci V tysiąclecia p.n.e. w górnym Egipcie.
Stanowisko eponimiczne w Dajr Tasa. Charakterystyczna dla tej kultury była szaroczarna i brązowoczerwona ceramika, a w szczególności brązowoczerwone puchary z białym wypełnieniem.
Ludność uprawiała pszenicę i jęczmień, łowiła ryby na haczyki kościane (w tym z kości słoniowej), również zbierała strusie jaja.
Pochówki w pozycji skurczonej, na boku, często w skórzanym całunie.
Kultura taska bywa utożsamiana ze wczesnym stadium kultury Badari.